# Акреційний диск

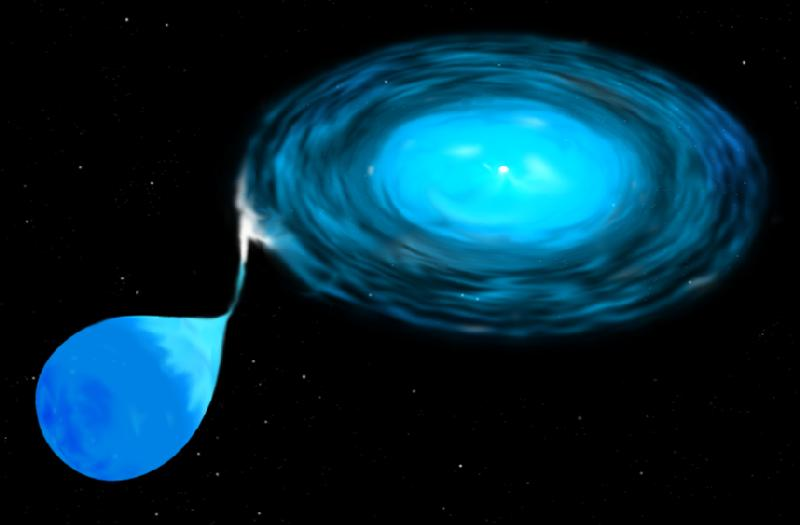
Акреційний диск, що утворюється у тісних подвійних системах.

Акреційний диск в уяві художника.

Акреці́йний диск — диск, що утворюється навколо зорі або чорної діри у результаті акреції, якщо речовина, що падає на чорну діру або зорю, має момент обертання. Ситуація, що призводить до утворення акреційного диску, зокрема виникає у тісних подвійних системах.

## Схема утворення
Газ, що перетікає від однієї компоненти до іншої, має значний момент імпульсу, зумовлений орбітальним рухом. Тому фрагменти газу не можуть падати на зорю радіально. Натомість вони будуть рухатися навколо неї кеплерівськими орбітами. Внаслідок цього утворюється газовий диск, розподіл швидкостей у якому має відповідати законам Кеплера — шари, розташовані ближче до зорі, мають більші швидкості. Проте через тертя між шарами газу їх швидкості вирівнюються, внутрішні шари передають частину свого моменту імпульсу назовні. Таким чином вони втрачають швидкість і, під впливом гравітації, наближаються до зорі та знову прискорюються. Фактично, траєкторії окремих об'ємів газу мають вигляд спіралей, які повільно закручуються. Врешті-решт вони падають на поверхню зорі.
Радіальний зсув речовини в акреційному диску супроводжується вивільненням гравітаційної енергії, частина якої перетворюється на кінетичну енергію (прискорення руху газу із наближенням до зорі), а інша частина перетворюється на тепло та розігріває акреційний диск. Внаслідок цього акреційний диск починає випромінювати. Кінетична енергія газу під час зіткнення із поверхнею зорі трансформується на теплову і також випромінюється.
Поняття акреційного диску застосовується для пояснення багатьох явищ фізики нестаціонарних зір.

## Нуклеосинтез в акреційних дисках
При певних параметрах в акреційному диску можуть виникати умови для початку ядерних реакцій. В процеси навколо чорних дір залучено достатньо матерії та енергії, щоб розігріти речовину до температур {\displaystyle 10^{10}} К.
Щоб описати аккреційний диск аналітично — складають моделі з різними процесами в якості домінантних. Найбільш сприятливі умови для запуску ядерних реакцій наявні в моделі товстого диска (над-едінгтонівського). Такі диски спостерігаються навколо чорних дір та в дуже компактних системах з бурхливим обміном маси та періодом обертання менше години — ультракомпактних рентгенівських подвійних системах (Ultra-compact (X-ray) binaries).
На зовнішньому краю диску речовина може мати такий же склад, що і міжгалактичне середовище[джерело?], тобто в основному водень та гелій. Під час акреції на чорну діру, ці легші елементи можуть піддаватися реакції синтезу всередині диску. Хоча енергетичний вихід реакцій ядерного синтезу може становити декілька відсотків від залишкової маси, яка перебуває в товстому диску, вивільнення гравітаційної енергії може становити до 42 % (залежно від кутового моменту чорної діри), так що внесок ядерної енергії до загальної світності, імовірно, несуттєвий.
Оскільки очікується, що в складі речовини буде переважно водень(~ 75 %) та гелій (~ 25 %), найважливішими будуть реакції за участі саме цих ядер. Якщо центральна температура диска нижче ~ {\displaystyle 10^{8}} К, водень буде перетворюватися на гелій через протон-протонний (pp) і CNO цикли. При вищій температурі починає домінувати rp-процес. При ще вищій температурі важчі елементи можуть зазнавати фоторуйнування.
Нуклеосинтез сильно залежить від маси центрального компактного об'єкта, тому що всі наведені нижче реакції чутливі до температури і густини речовини.

### PP-цикл в акреційних дисках
Протони можуть бути перетворені в ядра гелію за допомогою трьох різних гілок протон-протонного циклу. Якщо у реакції беруть участь лише протони, виконується гілка РРІ:

#### PPI
- {\displaystyle {}^{1}H+{}^{1}H\longrightarrow D+\beta ^{+}+\nu }
- {\displaystyle D+{}^{1}H\longrightarrow {}^{3}He+\gamma }
- {\displaystyle {}^{3}He+{}^{3}He\longrightarrow {}^{4}He+2{}^{1}H}

Тут основною реакцією перетворення гелію є третя, але коли в речовині наявний {\displaystyle {}^{4}He}, то {\displaystyle {}^{7}Be} утворюється через {\displaystyle {}^{3}He+{}^{4}He\longrightarrow \gamma +{}^{7}Be}. Залежності від того, що далі відбувається з берилієм, виділяють ще дві гілки РР-циклу:

#### PPII
- {\displaystyle {}^{3}He+{}^{4}He\longrightarrow {}^{7}Be+\gamma }
- {\displaystyle {}^{7}Be+\beta ^{-}\longrightarrow {}^{7}Li+\nu }
- {\displaystyle {}^{7}Li+{}^{1}H\longrightarrow {}^{4}He+{}^{4}He}

#### PPIII
- {\displaystyle {}^{3}He+{}^{4}He\longrightarrow {}^{7}Be+\gamma }
- {\displaystyle {}^{7}Li+{}^{1}H\longrightarrow {}^{8}Be+\gamma }
- {\displaystyle {}^{8}B\longrightarrow {}^{8}Be+\beta ^{+}+\nu }
- {\displaystyle {}^{8}Be\longrightarrow 2{}^{4}He}

У зорях, де температура становить ~ {\displaystyle 10^{7}} К, а масштаб часу існування ~ {\displaystyle 10^{10}} років, цикли PP можуть бути ефективним способом спалювання водню. Однак це не стосується дисків. Якщо температура диска висока, CNO домінує над реакціями PP. Якщо температура низька (~ 0,03 · {\displaystyle 10^{9}} K), то попри те, що PP-цикл мав би домінувати, його внесок у «спалення» водню лишається незначним, оскільки час перебування водню в диску є значно меншим за часові масштаби його участі в реакціях.

### CNO-цикл в акреційних дисках
За участі в ядерних реакціях певної кількості вуглецю (який також може утворюватися за допомогою потрійної альфа-реакції, тобто {\displaystyle {}^{4}He(\alpha ,\gamma ){}^{8}Be(\alpha ,\gamma ){}^{12}C}), ядер азоту та кисню, перетворення водню в гелій відбувається ефективніше. CNO цикл працює наступним чином:
{\displaystyle {}^{12}C(p,\gamma ){}^{13}N(\beta ^{+},\nu ){}^{13}C(p,\gamma ){}^{14}N(p,\gamma ){}^{15}O(\beta ^{+},\nu ){}^{15}N(p,\alpha ){}^{12}C}
При цьому температура може бути 0,02 · {\displaystyle 10^{9}} K. За таких умов CNO-цикл обмежений швидкістю захоплення протона атомами {\displaystyle {}^{14}N}. Часова шкала спалювання водню за цим циклом порівнянна з часом перебування залучених у нього елементів в диску. Коли T ≥ 0,3 · {\displaystyle 10^{9}} K, захоплення протона для {\displaystyle {}^{13}N} конкурує з розпадом позитрона, і цикл CNO перетворюється на цикл гарячого CNO. Основні реакції в цьому циклі HCNO. Завершальною реакцією в ньому є:
{\displaystyle {}^{12}C(p,\gamma ){}^{13}N(p,\gamma ){}^{14}O(\beta ^{+},\nu ){}^{14}N(p,\gamma ){}^{15}O(p,\nu ){}^{15}N(p,\alpha ){}^{12}C}
Цикл HCNO діє в температурному діапазоні 0,3 · {\displaystyle 10^{9}} K > T > 0,5 · {\displaystyle 10^{9}} K.
Вищевказане значення враховує енергію, яку захоплюють два нейтрино, що викидаються під час розпадів позитрона {\displaystyle {}^{14}O} та {\displaystyle {}^{15}O}.
Коли початкова кількість {\displaystyle {}^{16}O} є значною, відбувається продукування {\displaystyle {}^{14}N} наступним чином: {\displaystyle {}^{16}O(p,\gamma ){}^{17}F(\beta ^{+},\nu ){}^{17}O(p,\alpha ){}^{14}N}.
Цей процес триває, поки «спалення» {\displaystyle {}^{16}O} не врівноважується реакцією {\displaystyle {}^{15}N(p,\gamma ){}^{16}O}.
При більш високих температурах (T > 0,1 · {\displaystyle 10^{9}} K) {\displaystyle {}^{17}O} може йти наступним шляхом: {\displaystyle {}^{17}O(p,\gamma ){}^{18}F(p,\alpha ){}^{15}O}.
При температурі вище T > 0,5 · {\displaystyle 10^{9}} K реакція {\displaystyle {}^{14}O(\alpha ,p){}^{17}F} починає конкурувати з розпадом позитрона. Шкала часу спалювання водню циклу HCNO обмежена періодом напіврозпаду {\displaystyle {}^{15}O}, який порівняний з часом перебування цього атома у акреційному диску. Тобто, цикли CNO і HCNO є важливими механізмами перетворення водню в гелій в дисках. Якщо температура не набагато вище 0,3 · {\displaystyle 10^{9}} K, тоді не передбачається, що під час прискорення утворюються важчі елементи у великих кількостях.
Врешті-решт ланцюжки перетворень приводять до утворення неону та заліза:
{\displaystyle {}^{14}O(\alpha ,p){}^{17}F(p,\gamma ){}^{18}Ne(\beta ^{+},\nu ){}^{18}F(p,\alpha ){}^{15}O}

### rp- таα{\displaystyle \alpha }-процеси в акреційних дисках
За температур, вищих за 0,5 · {\displaystyle 10^{9}} K почнуть конкурувати між собою по ефективності CNO-цикл та альфа-захоплення {\displaystyle {}^{15}O}. Таким чином, отриманий захопленням електрона {\displaystyle {}^{19}Ne} захоплює протони, і внаслідок цього формуються більш важкі елементи. У збагаченому протонами середовищі акреційного диска, для заданого нейтронного числа ядра будуть продовжувати захоплювати протони доти, поки не почне домінувати позитронний розпад. Це явище відоме як rp-процес і, ймовірно, є одним із основних ядерних процесів у гарячих акреційних дисках. Через низьку температуру всередині зорі під час спалювання водню протікання циклу CNO неможливе; через це важчі ядерні елементи не формуються на ранніх стадіях еволюції.
Потрійна α-реакція також важлива для температур T ≥ 0,1· {\displaystyle 10^{9}} K. Вона надає паливо для «горіння» гідрогену та гелію через CNO-цикл та утворення більш важких елементів. У досить гарячих дисках гелій може бути утворений значною мірою саме через потрійну α-реакцію. Інші основні процеси, а саме спалювання вуглецю, неону та кисню, які є важливими для зір, також можуть відбуватися в дисках.
У збагаченому протонами середовищі rp-процес може переробляти елементи у важчі шляхом захоплення протонів та розпаду позитрона. Через 3α-реакції, «горіння» гелію може перейти в «альфа-процес». За наявності великої кількості гелію ці реакції виробляють важкі елементи, атомна маса яких кратна 4, наприклад:
{\displaystyle {}^{12}C(a,\gamma ){}^{16}0(\alpha ,\gamma ){}^{20}Ne(\alpha ,\gamma ){}^{24}Mg(\alpha ,\gamma ){}^{28}Si(\alpha ,\gamma ){}^{32}S(\alpha ,\gamma ){}^{36}Ar(\alpha ,\gamma )} — і так далі аж до {\displaystyle {}^{56}Ni}.
Елементи, що перевищують {\displaystyle {}^{40}Ca}, є нестабільними та зазнають бета-розпаду з утворенням позитрона. Таким чином {\displaystyle {}^{56}Ni}, нарешті, стає {\displaystyle {}^{56}Fe} через захоплення двох електронів.

### Фоторозщеплення
При ще більш високій температурі T ≈ 5-15 · {\displaystyle 10^{9}} K важкі ядра будуть дисоціювати. Фотодисоціація {\displaystyle {}^{56}Ni} може бути представлена схематично як:
{\displaystyle {}^{56}Ni\longrightarrow 14\alpha }
Дисоціації {\displaystyle {}^{56}Fe} відповідатиме схема:
{\displaystyle {}^{56}Fe\longrightarrow 13\alpha +4n}.
Оскільки залізо дисоціює на α-частинки, то вони, в свою чергу, дисоціюють на нейтрони та протони.
{\displaystyle {}^{4}He+\gamma \longrightarrow 2n+2p}
Наразі незрозуміло, чи досягають у акреційних дисках такі високі температури. Однак якщо в'язкість речовини достатньо низька, такий розпад може мати відбуватися.

## Процеси акреації в чорних дірах
Швидкість акреції, що необхідна для проведення нуклеосинтезу, зростає із збільшенням маси чорної діри. З приближенням речовини до чорної діри по диску температура зростає, а горизонт подій діри збільшується лінійно зі своєю масою, не даючи диску досягати високих температур. Для чорної діри із зоряною масою, надзвичайно висока межа Еддінгтона дозволяють горіння ядер та потужні вітри. Такі швидкості нарощування можуть забезпечуватися нестабільним масообміном під час руйнування білого карлика. {\displaystyle \alpha }-процеси, що включають захоплення ядер гелію, структурують склад диска радіально, з великою кількістю ізотопів, що домінують при певних радіусах. Акреаційні диски чорних дір і білих карликів виробляють щонайбільше в {\displaystyle 10^{-4}} рази кількості тих самих елементів, що виробляють зірки. Таким незначним внеском можна нехтувати в галактиці. Але загальний нуклеосинтез, можливо, може зіграти певну роль у спостереженні за цими системами. Наприклад, за кривою світла, випромінюваною радіоактивними елементами, що утворюються в цих короткочасних акреційних дисках чорної діри.